# ダニーリョ・ドゥーヒ
ダニーリョ・ライムンド・ドゥーヒ（Danilho Raimundo Doekhi、1998年6月30日 - ）は、オランダ・ロッテルダム出身のサッカー選手。1.FCウニオン・ベルリン所属。ポジションはDF。
姓のドゥーヒはドゥヒとも表記される。

## クラブ経歴
地元SBVエクセルシオールの下部組織出身。2016年にトップチームで1試合出場した後、同年6月にアヤックス・アムステルダムのリザーブチームであるヨング・アヤックスに加入した。ヨング・アヤックスでの1シーズン目はリーグ戦2試合にのみ出場したが、翌シーズンはレギュラー選手として活躍し、リーグ戦33試合に先発フル出場を果たした。
2018年7月4日、ヨング・アヤックスでの活躍から、フィテッセに移籍し、4年契約を交わした。
2022年5月16日、1.FCウニオン・ベルリンと契約し、同年7月より加入することが発表された。

## 人物
- ドゥーヒは1998 FIFAワールドカップのアルゼンチン対イングランド戦の試合中に生まれた。
- ミドルネームの｢ライムンド｣は、当時ブラジル代表のスター選手だったライーの本名から取られた[5]。
- 甥に元オランダ代表のウィンストン・ボハルデがいる[6]。

## 個人成績
2020年7月30日現在
| クラブ             | シーズン     | リーグ           | リーグ | リーグ | KNVBカップ | KNVBカップ | UEFA | UEFA | その他 | その他 | 通算 | 通算 |
| クラブ             | シーズン     | ディヴィジョン   | 出場   | 得点   | 出場       | 得点       | 出場 | 得点 | 出場   | 得点   | 出場 | 得点 |
| ------------------ | ------------ | ---------------- | ------ | ------ | ---------- | ---------- | ---- | ---- | ------ | ------ | ---- | ---- |
| エクセルシオール   | 2015-16      | エールディヴィジ | 1      | 0      | 0          | 0          | —    | —    | —      | —      | 1    | 0    |
| ヨング・アヤックス | 2016-17      | エールステ       | 2      | 1      | 0          | 0          | 0    | 0    | 0      | 0      | 0    | 0    |
| ヨング・アヤックス | 2017-18      | エールステ       | 33     | 0      | 0          | 0          | 0    | 0    | 0      | 0      | 0    | 0    |
| ヨング・アヤックス | クラブ通算   | クラブ通算       | 35     | 1      | 0          | 0          | 0    | 0    | 0      | 0      | 0    | 0    |
| フィテッセ         | 2018-19      | エールディヴィジ | 20     | 0      | 3          | 0          | 0    | 0    | 4      | 0      | 27   | 0    |
| フィテッセ         | 2019-20      | エールディヴィジ | 26     | 0      | 4          | 0          | 0    | 0    | 0      | 0      | 0    | 0    |
| フィテッセ         | 2020-21      | エールディヴィジ |        |        |            |            |      |      |        |        |      |      |
| フィテッセ         | クラブ通算   | クラブ通算       | 46     | 0      | 7          | 0          | 0    | 0    | 4      | 0      | 57   | 0    |
| キャリア通算       | キャリア通算 | キャリア通算     | 82     | 1      | 7          | 0          | 0    | 0    | 4      | 0      | 93   | 1    |